# Y Wladfa
Y Wladfa nebo také Y Wladfa Gymreig (historicky Y Wladychfa či Y Wladychfa Gymreig) je označení pro patagonské oblasti osídlené velšskými přistěhovalci. S myšlenkou najít vhodné místo, kde by mohli pohromadě žít velšští emigranti se zachováním svého jazyka a způsobu života, původně přišel Michael D. Jones. V roce 1862 odjeli Love Jones-Parry a Lewis Jones do Buenos Aires a začali pátrat po vhodném místě. Odtud zamířili na jih a dopluli do zátoky, kterou pojmenovali Porth Madryn. Nedaleko později založili město Puerto Madryn. Po návratu do Walesu oznámili, že je oblast vhodná ke kolonizaci. Později zde vznikla další velšská města, například Trelew a Trevelin.